# بوزار (كوهستان)
بوزار (بالإنجليزية: Buzar)‏ هي منطقة سكنية تقع في إيران في فارس. يقدر عدد سكانها بـ 27 نسمة .